# Julius von Tschirschnitz
Julius Oswald Tschirschnitz, seit 1856 von Tschirschnitz (* 27. Dezember 1834 in Nienburg/Weser; † 17. März 1921 in Eystrup) war ein sächsischer Generalleutnant.

## Leben

### Herkunft
Julius war der zweite von vier Söhnen des 1856 in den erblichen hannoverschen Adelsstand erhobenen Generals der Infanterie Wilhelm von Tschirschnitz (1796–1873) und dessen Ehefrau Louise, geborene Bock von Wülfingen (1800–1861). Seine Brüder waren August (1829–1906), preußischer Wirklicher Geheimer Kriegsrat, Adolf (1837–1912) Landrat des Kreises Sonderburg und Theodor (* 1842) hannoverscher Leutnant a. D.

### Karriere
Tschirschnitz trat 1852 als Fähnrich in die Hannoversche Armee ein und wurde im selben Jahre zum Leutnant im Leib-Regiment befördert. 1857 avancierte er zum Oberleutnant und 1866 zum Hauptmann II. Klasse. Für sein Wirken erhielt er den Guelphen-Orden IV. Klasse sowie das Ritterkreuz II. Klasse des Ernst-August-Ordens. Nach dem Krieg gegen Preußen und der anschließenden Annexion des Königreichs Hannover sowie Auflösung des Militärs trat Tschirschnitz 1867 in die Sächsische Armee ein. Dort wurde er als Hauptmann und Kompaniechef im 1. (Leib-) Grenadier-Regiment Nr. 100 in Dresden angestellt.
Mit der 12. Kompanie seines Regiments nahm Tschirschnitz während des Krieges gegen Frankreich an den Schlachten bei Gravelotte und Villiers teil. Er wurde mit dem Eisernen Kreuz II. Klasse und dem Ritterkreuz des Verdienstordens mit Kriegsdekoration ausgezeichnet.
Nach Kriegsende wurde er am 25. Mai 1873 zum Major befördert und 1874 als Bataillonskommandeur in das 7. Infanterie-Regiment „Prinz Georg“ Nr. 106 versetzt. Nach mehreren Jahren in dieser Eigenschaft erfolgte am 17. Juni 1878 seine Beförderung zum Oberstleutnant und am 1. April 1881 zum Oberst unter gleichzeitiger Verwendung als Kommandeur des 5. Infanterie-Regiments „Prinz Friedrich August“ Nr. 104. Daran schloss sich am 1. April 1887 unter Beförderung zum Generalmajor eine Verwendung als Kommandeur der 3. Infanterie-Brigade Nr. 47 an. 1891 wurde er mit einem Patent vom 24. März 1890 zum Generalleutnant befördret und am 24. Januar 1892 zum Kommandeur der 2. Division Nr. 24 befördert. Am 10. Februar 1893 bewilligte man ihm seinen Abschied mit Pension.

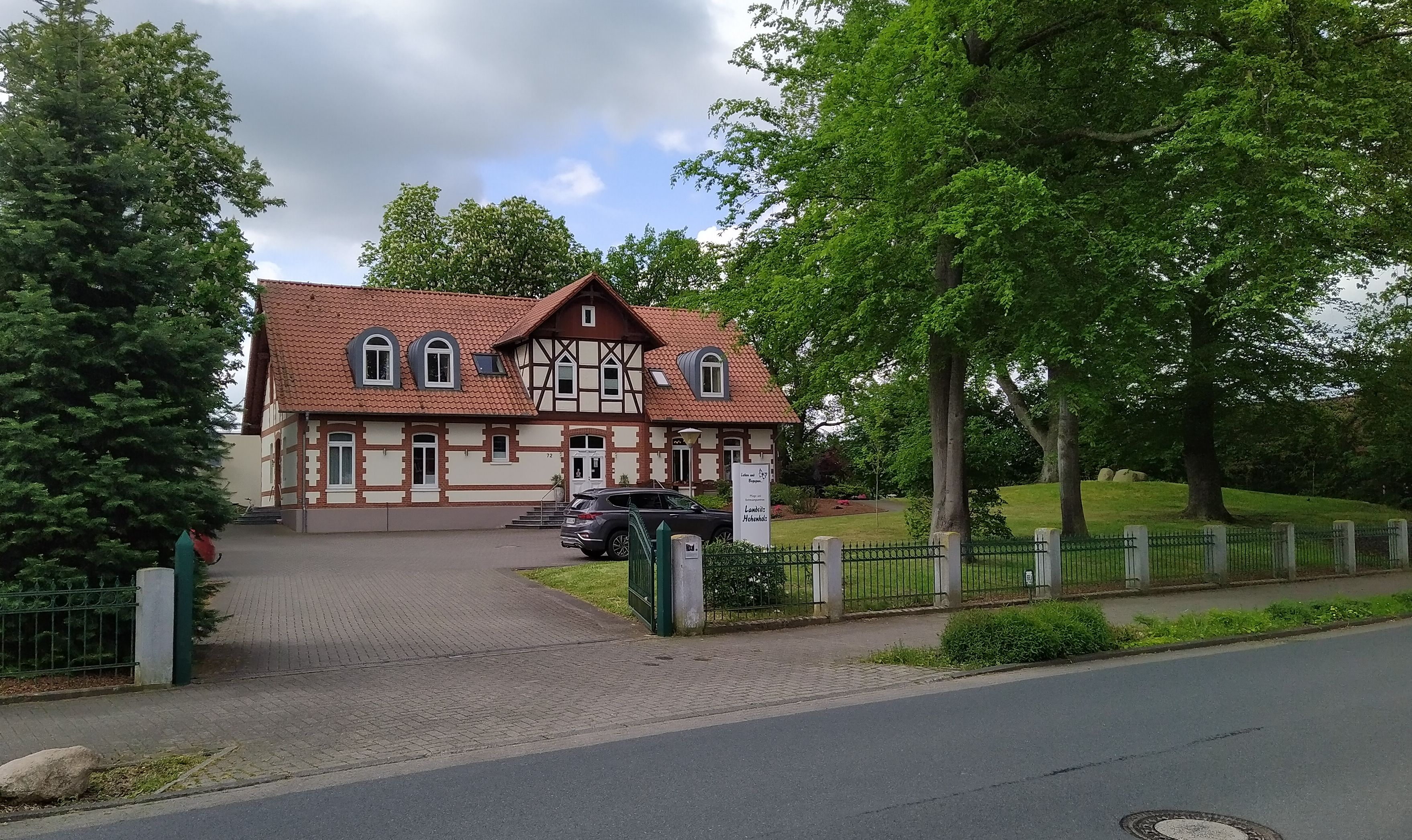
Ehemalige Villa Tschirschnitz, heute erweitert und als Pflegeheim genutzt

1899 ließ er sich durch den Zimmermeister Heinrich Koopmann in Eystrup die Villa von Tschirschnitz als Altersruhesitz erbauen.

### Familie
Tschirschnitz hatte sich am 24. Februar 1863 in Hannover mit Mary Ahrbeck (1840–1890) verheiratet. Aus der Ehe gingen die fünf Kinder William (* 1864), Luisa (*/† 1865), Georg (1867–1915), Ernst (* 1868) und August (1868–1915) hervor.